# Adolf Oehlen
Adolf Oehlen (* 1914 in Rheinhausen-Friemersheim; † 1972) war ein deutscher Illustrator und Karikaturist.
Oehlen zeichnete in der Nachkriegszeit einige Humorbücher wie 1970 den Band Astronautenlatein, der „Mini-Science-Fiction-Stories“ von Jo Pestum erhält. Er ist der Vater der Künstler Albert und Markus Oehlen.
Die Illustrationen der Bücher des Meterverlags stammen aus Motiven einer Plastiktüte, gefüllt mit Karikaturen, die Albert und Markus Oehlen aus dem Nachlass ihres Vaters Adolf Oehlen zur Verfügung stellten. Die einzelnen Autoren wählten ihre Abbildungen aus diesem Vorrat.

## Schriften
- Astronautenlatein. Raumfahrt wie sie keiner kennt. Garantiert ohne Vorwort von Wernher von Braun, dafür mit 13 Mini-Science-Fiction-Stories von Jo Pestum. Düsseldorf: Schwann, 1970. DNB 457726601